# Salacia bussei
Salacia bussei är en benvedsväxtart som beskrevs av Ludwig Eduard Theodor Loesener. Salacia bussei ingår i släktet Salacia och familjen Celastraceae. Inga underarter finns listade.